# Sakhà
|  | Aquest article tracta sobre la república russa. Vegeu-ne altres significats a «Iacut». |

Sakhà (iacut: Саха Сирэ, Saxa Sire, AFI: [saˈxa sɪrjə]; rus: Яку́тия, Iakútia), oficialment la República de Sakhà, (iacut: Саха Өрөспүүбүлүкэтэ, Saxa Öröspüübülükete, AFI: [saˈxa øɾøsˈpyːbylykete]; rus: Респу́блика Саха́ (Яку́тия), Respúblika Sakhà (Iakútia), AFI: [rʲɪsˈpublʲɪkə sɐˈxa jɪˈkutʲɪjə], és a dir: República de Sakhà (Iacútia)) és la república més gran de Rússia, situada a l'Extrem Orient rus, al llarg de l'oceà Àrtic, amb una població d'un milió d'habitants. Sakhà comprèn la meitat de l'àrea del districte federal de l'Extrem Orient, i és la subdivisió estatal més gran del món, amb més de 3.083.523 quilòmetres quadrats. Iakutsk, que és la gran ciutat més freda del món, n'és la capital i la ciutat més gran. La república té la reputació d'un clima extrem i sever, amb les segones temperatures més baixes de l'hemisferi nord registrades a Verkhoiansk i Oimiakon (només per darrere de Summit Camp, Groenlàndia), i les mitjanes regulars d'hivern solen baixar per sota dels −35 °C (−31 °F) a Iakutsk. Les tendències hipercontinentals també donen lloc a estius càlids a bona part de la república.
Sakhà va ser la primera llar de la caça-recol·lecció i la ramaderia de rens dels pobles tungusos i paleosiberians com els Evenkus i els Iukaguirs. Migrant des de l'àrea al voltant del llac Baikal, el poble túrquic Sakhà es va establir per primera vegada al llarg del riu Lena mitjà en algun moment entre els segles IX i XVI, probablement en diverses onades, portant el sistema econòmic pastoral de l'Àsia central amb ells.
Els russos van colonitzar i incorporar l'àrea com a óblast de Iakutsk al Tsarat de Rússia a principis del segle XVII, obligant els pobles indígenes de la zona a pagar un tribut. Mentre que el període inicial posterior a la conquesta russa va veure caure la població sakhà en un 70%, el període imperial també va veure l'expansió dels iacuts nadius des del mig Lena al llarg del riu Viliüi cap al nord i l'est desplaçant altres grups indígenes. Iacútia va veure algunes de les últimes batalles de la Guerra Civil Russa, i les autoritats bolxevics van reorganitzar l'Òblast de Iakutsk en l'RSS Autònoma de Iacútia el 1922. L'era soviètica va significar la migració de molts eslaus, concretament russos i ucraïnesos, a la zona.
El 27 de setembre de 1990, la zona es va convertir en la República Socialista Soviètica de Iakutskaia-Sakha, i el 27 de desembre de 1991, es va convertir en la "República de Sakha (Iacútia)".

## Etimologia
L'exònim Iakut prové del terme evenki Yako (també yoqo, ñoqa o ñoka ), que era el terme que els evenkis utilitzaven per descriure els sakhà. Això al seu torn va ser recollit pels russos. Els iukaguirs, un altre poble veí de Sibèria, utilitzen l'exònim yoqol ~ yoqod- ~ yoqon- (iukaguir de la Tundra) o yaqal ~ yaqad- ~ yaqan- (iukaguir de Kolimà).
L'autodesignació Sakhà és probablement del mateix origen (* jaqa > Sakha arran de canvis sonors regulars en el curs del desenvolupament de la llengua iacut) que els exònims Evenki i Iukaguir dels iacuts. Els dolgans el pronuncien com a haka, la llengua dels quals és una llengua propera de la iacut.

## Geografia
- Fronteres:

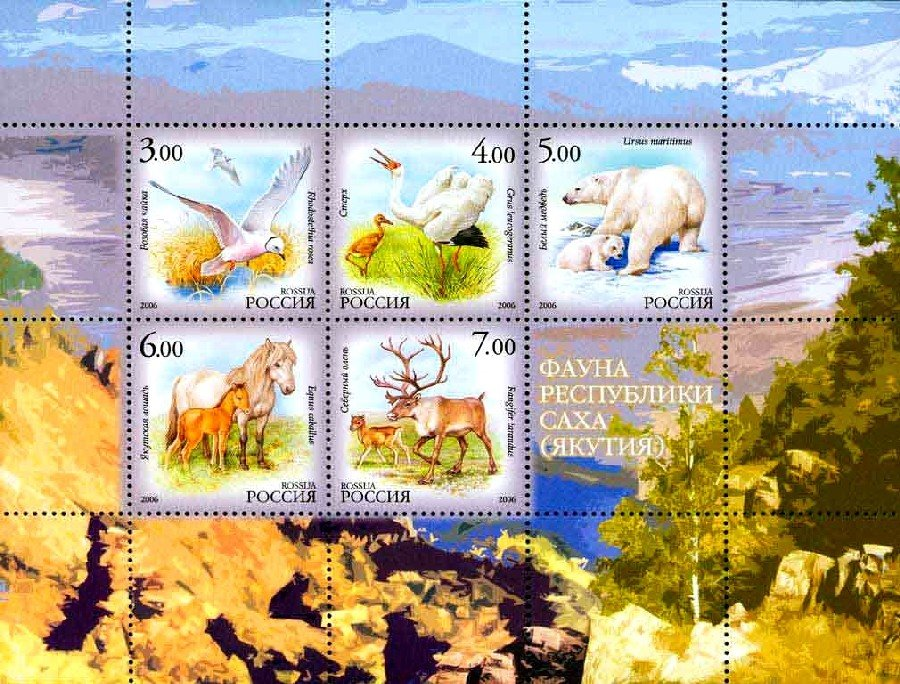
Fauna de la República de Sakhà: la gavina rosada, la grua siberiana, l'os polar, el cavall i el ren. Postal miniatura russa, 2006.

  - Internes: Districte Autònom de Txukotka (660km) (est i nord-est), óblast de Magadan (1520km) (est), Krai de Khabàrovsk (2130km) (sud-est), óblast de l'Amur (sud), Krai de Zabaikàlie (sud), óblast d'Irkutsk (sud i sud-oest) i Krai de Krasnoiarsk (oest).
  - Oceàniques: Oceà Àrtic (incloent-hi el mar de Làptev i el mar de la Sibèria oriental) (nord).
- Punt més alt: Pic Pobeda (3.003m), Cim de la muntanya Mus-Khaya (2959m o 3.011m)
- Distància N–S màxima: 2,500 km (1,600 mi)
- Distància màxima E-W: 2,000 km (1,200 mi)

Sakhà s'estén fins a l'illa Henrietta a l'extrem nord i és banyada pels mars de Làptev i Sibèria oriental de l'oceà Àrtic. Aquestes aigües, les més fredes i gelades de tots els mars de l'hemisferi nord, estan cobertes de gel durant 9 a 10 mesos de l'any. Les illes de Nova Sibèria formen part del territori de la república. Després de la separació de Nunavut dels Territoris del Nord-oest del Canadà el 1999, Sakhà es va convertir en l'entitat subnacional més gran del món, amb una àrea de 3,083,523 kilòmetres quadrats, lleugerament més petit que el territori de l'Índia (3.3 milions de km 2), però encara una mica més petit que l'Argentina.
Sakhà es pot dividir en tres grans cinturons de vegetació. Al voltant del 40% de Sakhà es troba per sobre del cercle polar àrtic i tot està cobert per permagel que influeix molt en l'ecologia de la regió i limita els boscos a la regió sud. La tundra àrtica i subàrtica defineixen la regió mitjana, on els líquens i la molsa creixen com a grans catifes verdes i són les pastures preferides per als rens. A la part sud del cinturó de la tundra, al llarg dels rius creixen rodals dispersos de pi siberià i làrix. Sota la tundra hi ha la vasta regió forestal de la taigà. Al nord dominen els làrixs i al sud comencen a aparèixer rodals d'avet i pi. Els boscos de taigà cobreixen al voltant del 47% de Sakha i gairebé el 90% de la coberta és de làrix.
A la República de Sakhà es troba el Parc del Pleistocè, un projecte dirigit a recrear les praderes de la tundra del Pleistocè estimulant el creixement de l'herba amb la introducció d'animals que van prosperar a la regió durant la fi del Pleistocè

### Zones horàries

Zones horàries de Sakhà

Sakhà és l'únic subjecte federal de Rússia que utilitza més d'un fus horari. Sakhà abasta tres zones horàries. Com la resta de Rússia, no fa servir l'horari d'estiu.
| Mapa | Fus horari          | abr. | UTC offset | Àrees                                                                                     |
| ---- | ------------------- | ---- | ---------- | ----------------------------------------------------------------------------------------- |
|      | Hora de Iakutsk     | YAKT | UTC+09:00  | La major part del territori de la república                                               |
|      | Hora de Vladivostok | VLAT | UTC+10:00  | Districtes d' Oimiakonski, Ust-Ianski i Verkoianski                                       |
|      | Hora de Magadan     | MAGT | UTC+11:00  | Districtes d' Abiiski, Allaikovski, Momski, Niznekolimski, Srednekolimski iVerknekolimski |

### Rius

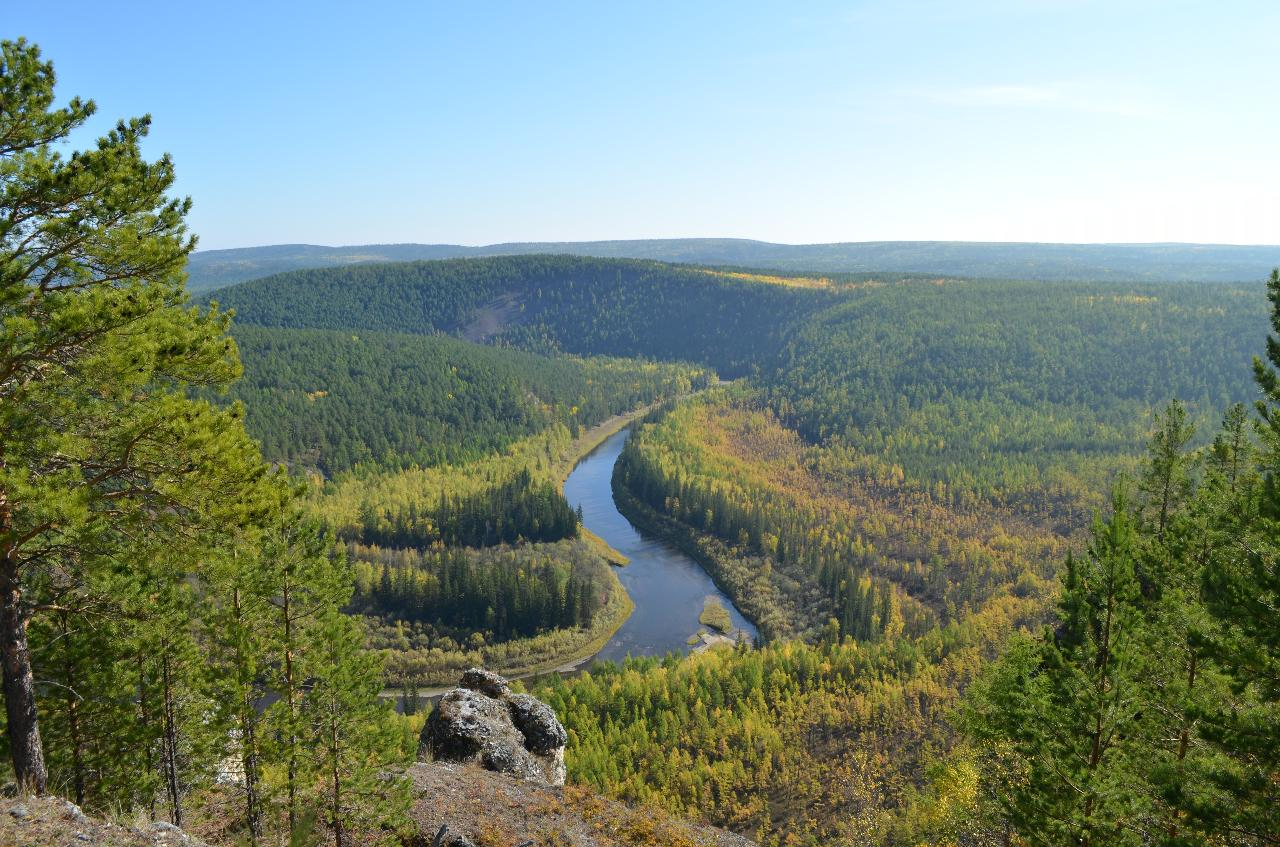
Riu Ura

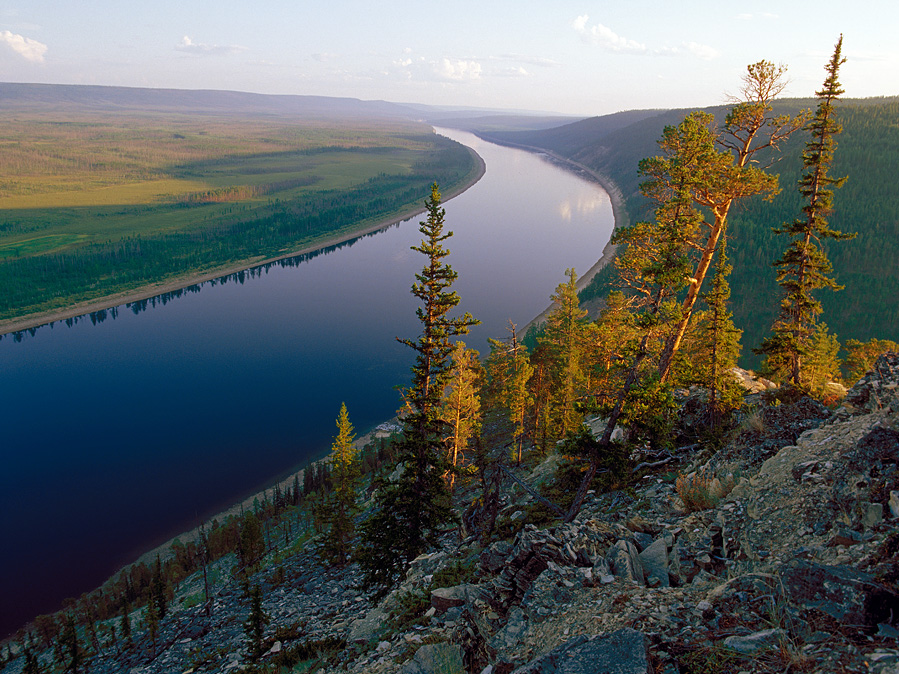
Riu Oliokma

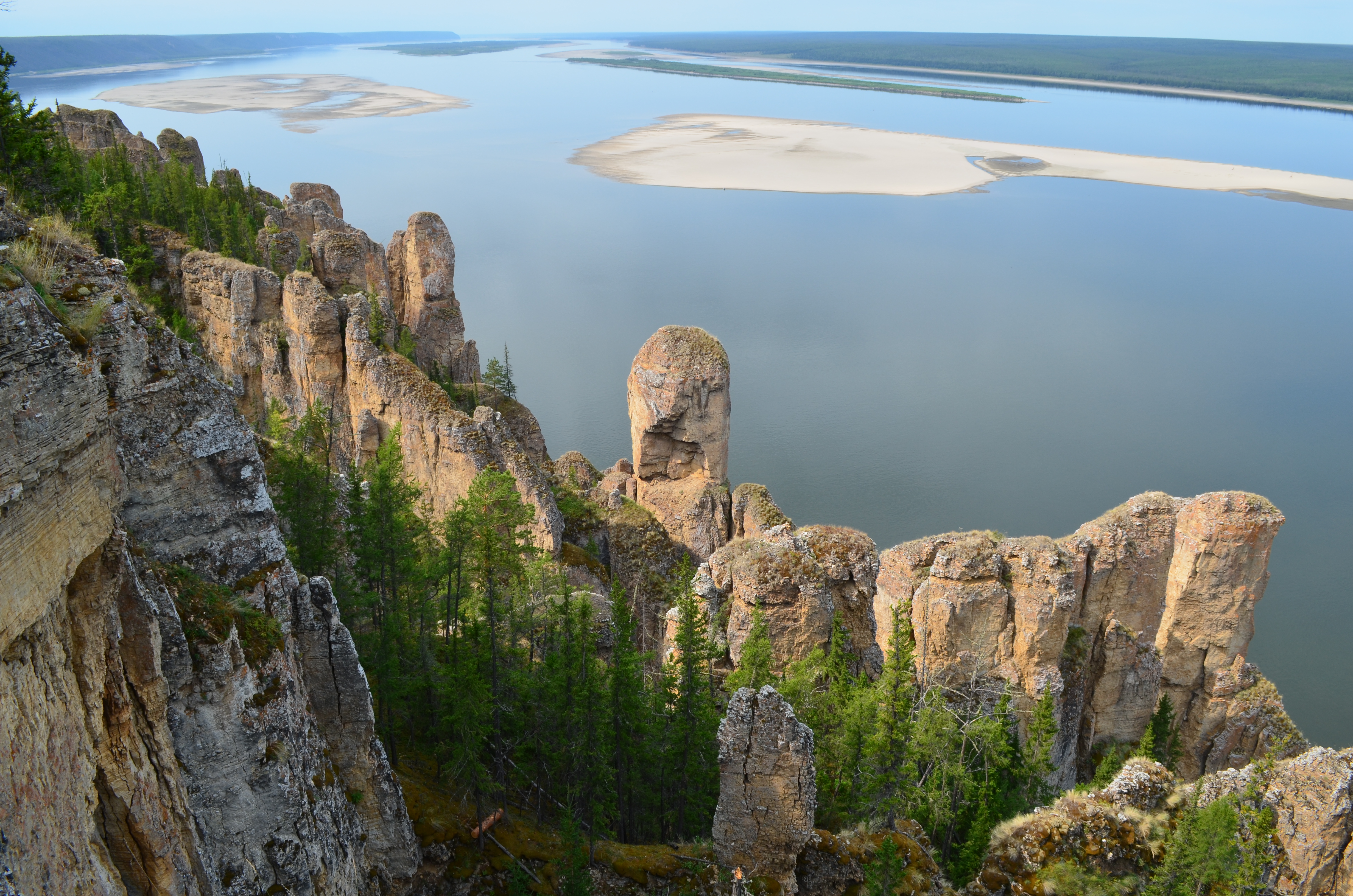
Pilars del Lena

El riu més gran és el riu Lena, que és navegable (4.400km). A mesura que es mou cap al nord, inclou centenars de petits afluents situats a la Serralada de Verkhoiansk.
- Riu Lena
  - Riu Viliüi (2.650km) Afluent del riu Lena
    - Riu Markha (1.181km) Afluent del riu Viliüi
      - Riu Morkoka (812km) Afluent del riu Markha

    - Riu Tiung (1.092km) Afluent del riu Viliüi

  - Riu Aldan (2.273km) Afluent del riu Lena
    - Riu Amgà (1.462km) Afluent del riu Aldan
    - Riu Maia (1.053km) Afluent del riu Aldan
    - Riu Uxur (812km) Afluent del riu Aldan

  - Riu Oliokma (1.320km) Afluent del riu Lena
  - Riu Linde (804km) Afluent del riu Lena
  - Riu Niuia (798km) Afluent del riu Lena
- Riu Oleniok (2.292km)
- Riu Kolimà (2.129km)
- Riu Indiguirka (1.726km)
  - Riu Selenniakh (796km) Afluent del riu Indiguirka
- Riu Alazeia (1.590km)
- Riu Anabar (939km)
- Riu Iana (872km)
  - Riu Adixa (715km) Afluent del riu Iana
  - Riu Oldzho (330km) Afluent del riu Iana
  - Riu Bitantai (620km) Afluent del riu Iana

### Llacs

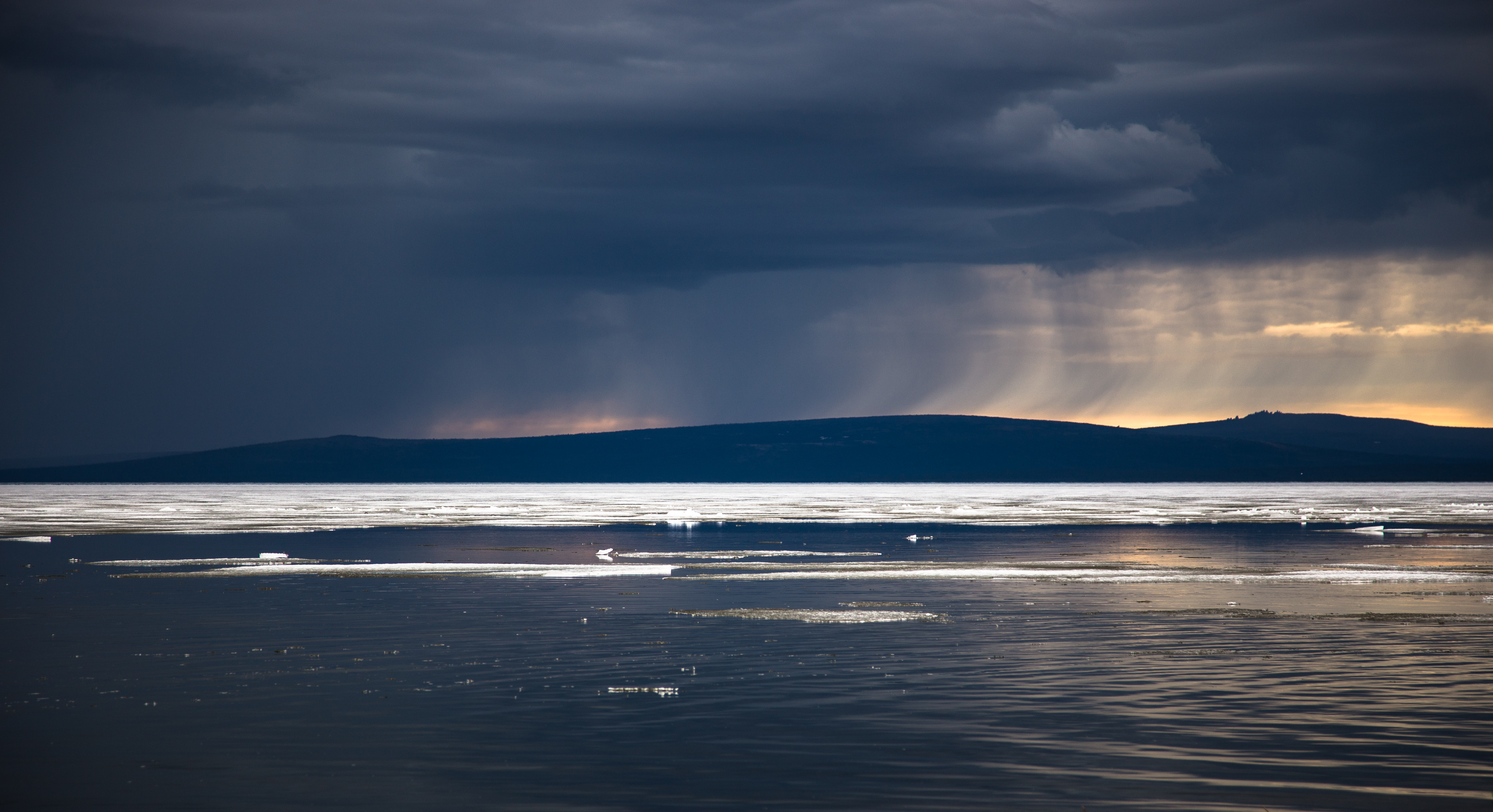
Llac Ozhogino

Hi ha més de 800.000 llacs a la república. Els principals llacs i embassaments inclouen:
- Llac Bolxoie Morskoie
- Llac Bustakh
- Emanda
- Llac Mogotoievo
- Nedzheli
- Llac Nerpixie
- Llac Ozhogino
- Llac Suturuokha
- Tabanda
- Ulakhan-Kiuel
- Embassament de Viliui

### Muntanyes

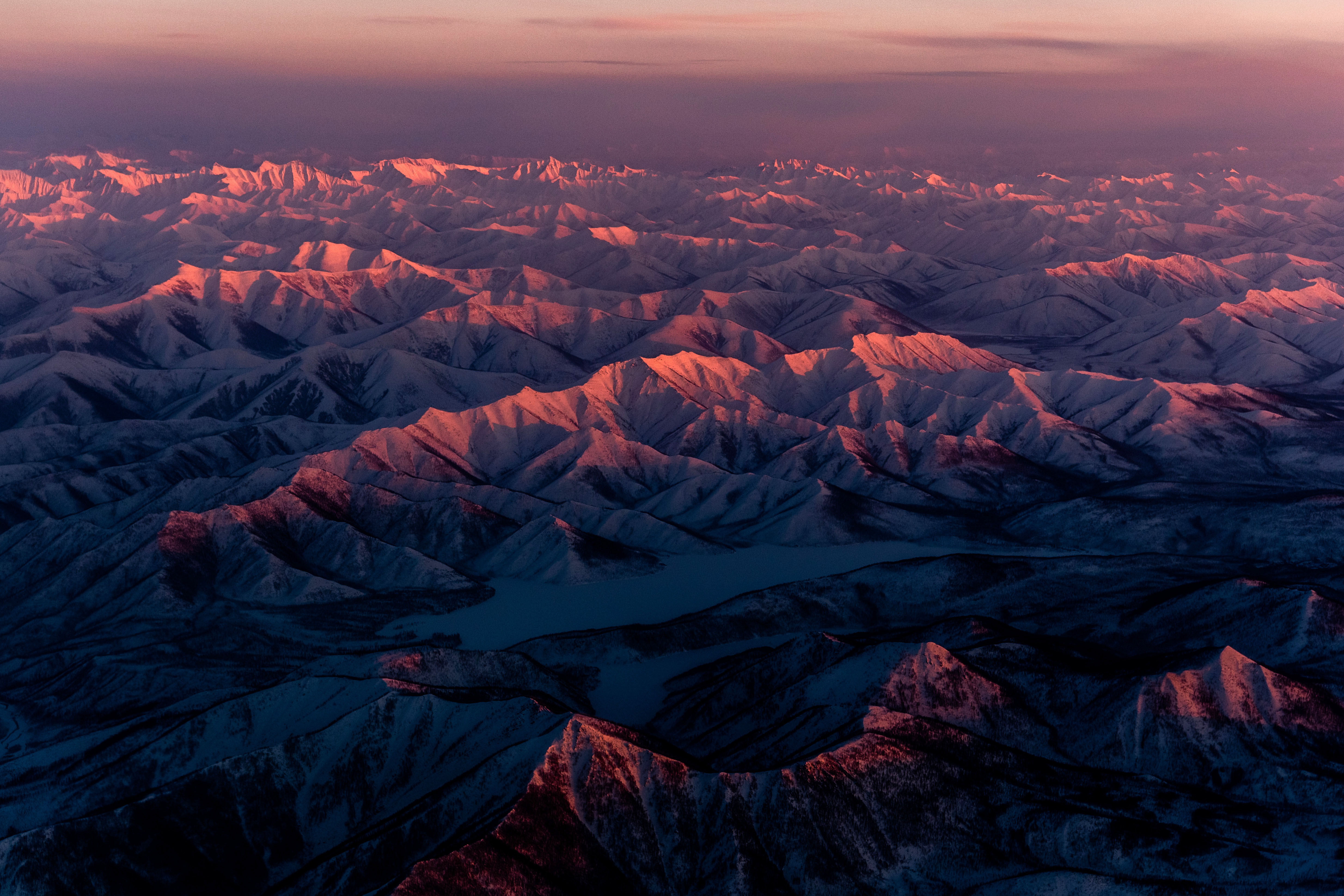
Serralada de Verkhoiansk.

La serralada més gran de Sakha, la Serralada de Verkhoiànsk, corre paral·lela i a l'est del riu Lena, formant un gran arc que comença al mar d'Okhotsk i acaba al mar de Làptev.
La serralada Txerski corre a l'est de la serralada Verkhoiansk i té el cim més alt de Sakha, el pic Pobeda (3.147m). El segon cim més alt és el pic Mus-Khaia que arriba als 3.011m.
La serralada Stanovoi limita amb Sakha al sud.

### Penínsules
L'extens litoral de la República conté una sèrie de penínsules; d'oest a est les més destacades són:
- Península d'Uriung-Tumus
- Península de Nordvik
- Península de Terpiai-Tumsa
- Península de Bikovski
- Península de Buor-Khaia
- Península de Maniko
- Península de Shirokostan
- Península de Merkushina Strelka
- Península de Lopatka
- Península de Dogukan

### Illes
D'oest a est, les illes principals de Sakhà són:
- Illa Preobrajénia
- Illa Gran de Beguitxev
- Illa Petita de Beguitxev
- Illa Pestxani
- Illa Salkai
- Orto Ari
- Daldalakh
- Illa Dianguilakh
- Illes Dunai
- Illa Leikina
- Illes del delta de la Lena
- Illa Brusneva
- Illa de Muostakh
- Illa Ulakhan Ari
- Illa Iàrok
- Illes Xelonski
- Illa de Makar
- Illa de Stolbovói
- Illes de Nova Sibèria (el grup més gran, amb diferència)
- Illes De Long
- Illes Medveji
- Illa Kolesovski
- Kolesovskaia Otmel
- Illa Gabixevski
- Illa Kamenka
- Illa Markhaianovski
- Illa Gusmp
- Illa Sukhani

### Recursos naturals

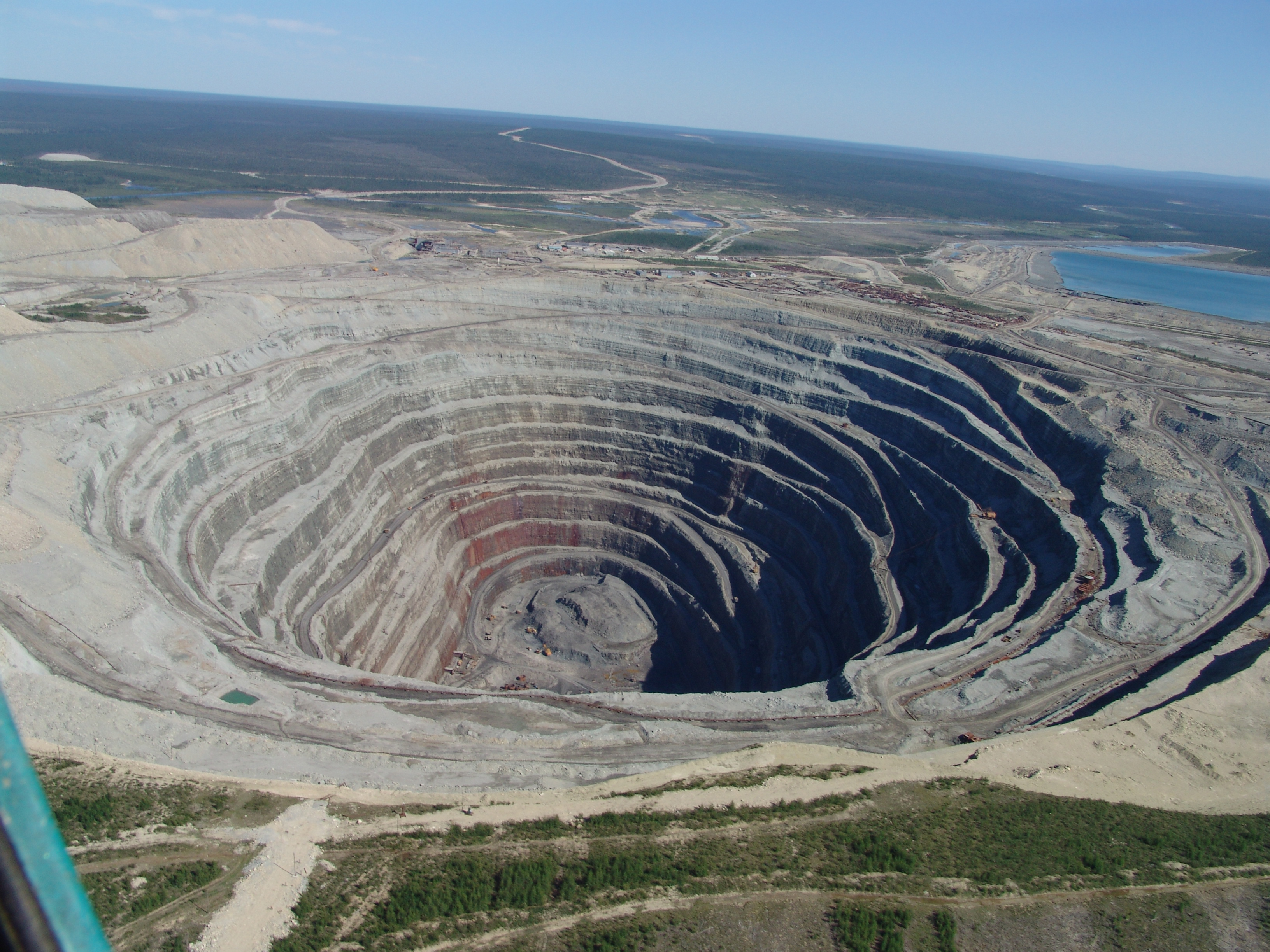
Mina de diamants a Udàtxnaia

Sakhà està ben dotat de matèries primeres. El sòl conté grans reserves de petroli, gas, carbó, diamants, or, plata, estany, tungstè, entre molts altres. Sakhà produeix el 99% de tots els diamants russos i més del 25% dels diamants extrets al món.

### Clima
Sakhà és coneguda pels seus extrems climes, sent la serralada de Verkhoiansk la zona més freda de l'hemisferi nord. Algunes de les temperatures naturals més baixes mai registrades han estat aquí. El pol del fred de l'hemisferi nord es troba a Verkhoiansk, on les temperatures van arribar fins a −67.8 °C (−90.0 °F) el 1892, i a Oimiakon, on les temperatures van arribar fins a −71.2 °C (−96.2 °F) el gener de 1924.
| Ciutat      | Juliol (°C) | Gener (°C)  |
| ----------- | ----------- | ----------- |
| Aldan       | 22.6/10.9   | −21,9/−30,6 |
| Nériungri   | 21.8/10.9   | −26,8/−33,9 |
| Oliókminsk  | 24.9/12     | −26,2/−34,6 |
| Oimiakon    | 22.7/6.1    | −42,5/−50   |
| Verkhoiansk | 23,5/9,7    | −42,4/−48,3 |
| Iakutsk     | 25.5/12.7   | −35,1/−41,5 |
| Saskilakh   | 16,8/7,7    | −29,2/−36,7 |
| Tiksi       | 12.1/3.9    | −26,7/−33,8 |

Precipitació mitjana anual: 200mm (parts centrals) fins a 700mm (muntanyes de Sakhà oriental).

## Història

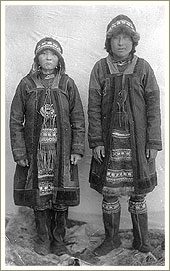
La gent de la cultura Imiiakhtakh es consideren els avantpassats dels moderns Iukaguirs.

El país ja fou habitat en el Paleolític superior, a l'alt Lena (vers el 5000 aC) i la vall de l'Aldan. El neolític ocupà tota la conca del Lena, amb petròglifs que descrivien caçadors de cérvols, relacionats amb altres de la resta de la conca del Lena, l'Indigirka i el Kolyma. Potser eren avantpassats dels actuals iukaguirs.
A l'edat dels metalls hi ha mostres de la Cultura de Glazkovo (Baikal), com els enterraments als rius Bugatxan i Isxiliakh (II mil·lenni aC). En el primer mil·lenni hi arribà el ferro, però l'economia continuà sent depredadora. Cap al 1500 aC reberen influència de l'art de les estepes.
El territori fou habitat inicialment (segle I aC) per tribus tunguses (evenkis i evens o lamuts), caçadores de rens, i paleosiberianes (iukaguirs i txuktxis). Cap als segles x i xiii hi arribaren els iacuts, tribu de parla turquesa que fou empentada del seu territori original, als voltants del llac Baikal, pels mongols buriats, fins al Lena mitjà.
Per un temps, del 1921 al 1922, Sakhà, coneguda amb el nom de Iacútia, fou també un estat autònom.
Després de la revolució de febrer de 1917, les autoritats locals de Iacútia van reconèixer el govern provisional. Després de la Revolució d'Octubre, els elements menxevics de Iacútia van crear un Comitè de Defensa de la Revolució formalment proclamat el 22 de febrer de 1918, que va funcionar com un govern autònom i va existir fins al 7 de juliol de 1918, quan fou dissolt pels avatars de la guerra civil que va portar fins allí els bolxevics. L'agost de 1918, Iacútia va caure en mans dels blancs, però els bolxevics locals van prendre el poder el 14/15 de desembre de 1918.
El novembre de 1921, forces blanques van entrar a la regió. El març de 1922, a Txuraptxa (Iacútia), nacionalistes iacuts i russos blancs van crear l'Administració Popular Regional Provisional de Iacútia, dirigida per G. Iefimov i amb una força armada (l'Exèrcit Popular de Iacútia) dirigida per Korobeinikov. Derrotats per l'exèrcit de la República de l'Extrem Orient, l'administració i l'exèrcit foren evacuats cap als ports d'Okhotsk i Aian, a l'actual krai de Khabàrovsk. El 27 d'abril de 1922 fou creada la República Socialista Soviètica Iacut (coneguda per RSSA de Iacútia).

Bandera de Iacútia el 1918-1923

L'estiu de 1922, l'administració iacut derrocada va demanar ajuda als emigrats blancs a Harbin (Xina). Es va formar la Brigada (o Drujina) Siberiana Voluntària, dirigida pel general A. Pépeliaev. El 17 de juliol de 1923, els destacaments de Pépeliaev van ser fets presoners a Aian i la resistència es va acabar.
La bandera del govern autònom fou negra, blanca i vermella, i se suposa que derivava de l'escut concedit pels tsars a la regió, que té aquests colors.
El nom actual, República de Sakhà, fou adoptat al començament de 1992, just després de la desintegració de la Unió Soviètica, quan el territori va accedir a una més àmplia autonomia dins la Federació Russa. Sakhà és el nom que el poble iacut dona al seu país.

### Època post-soviètica
Soldats de Sakhà han estat lluitant en la Invasió russa d'Ucraïna el 2022. Els informes indiquen que persones de l'ètnia sakhà, com altres minories ètniques de la Federació Russa, han mort de manera desproporcionada a la guerra.

## Demografia
Població: 995,686 habitants (Cens 2021) La densitat de població és de 0,31 per km 2 (2019), que és una de les més baixes entre els districtes russos. Població urbana: 65,45% (2018).

### Estadístiques vitals

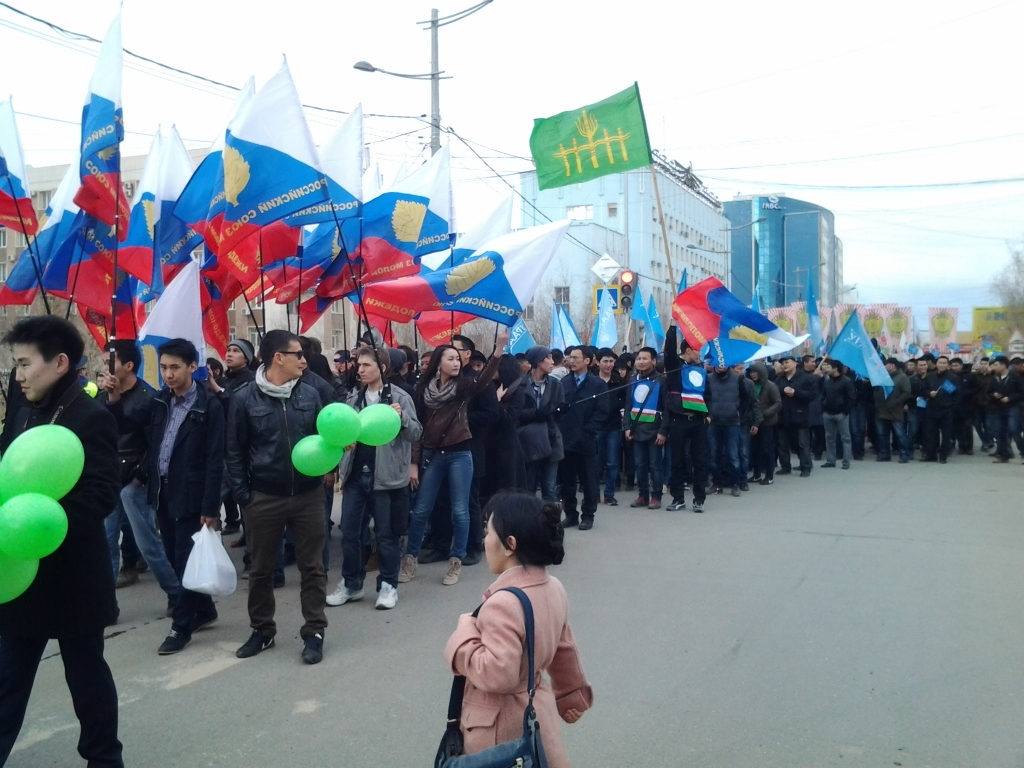
Celebració del Dia de la República a Yakutsk

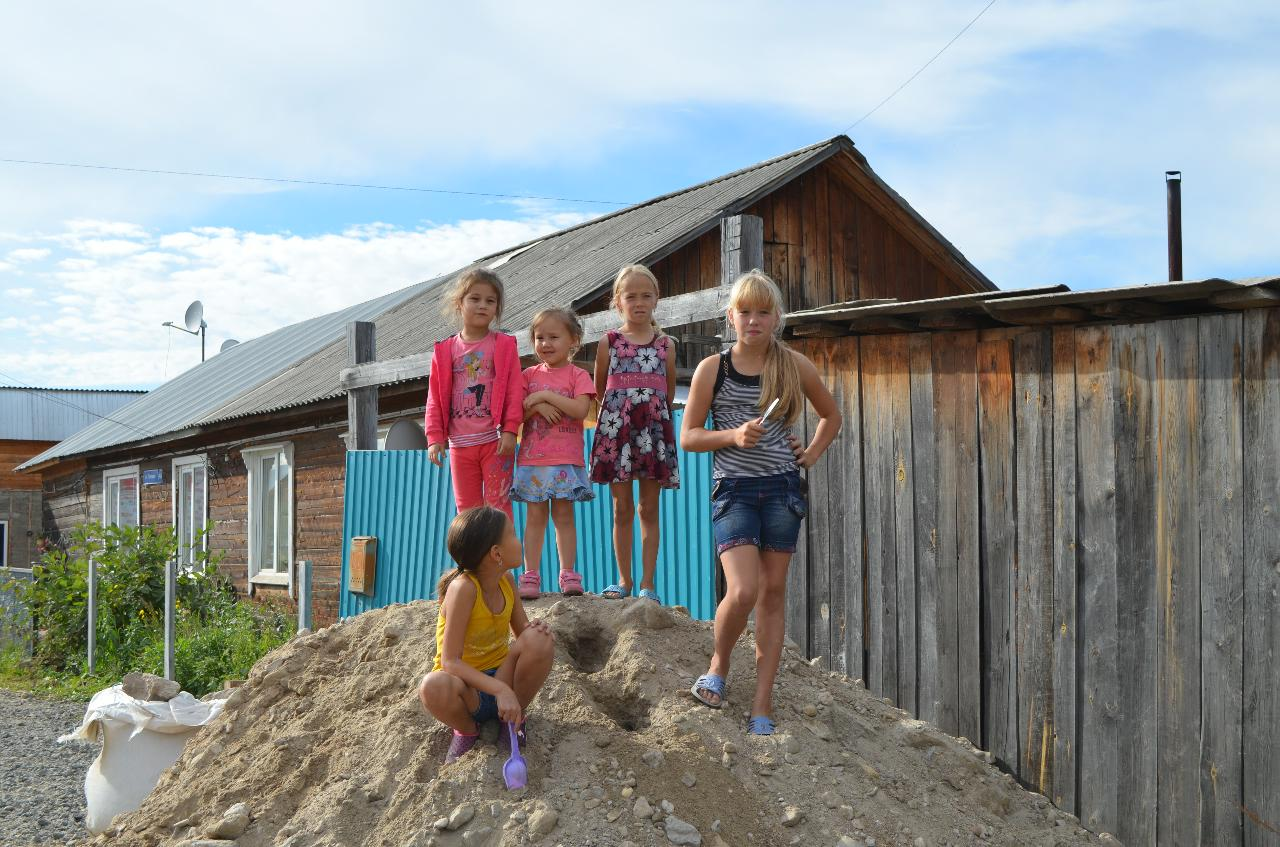
Vitim, República de Sakhà

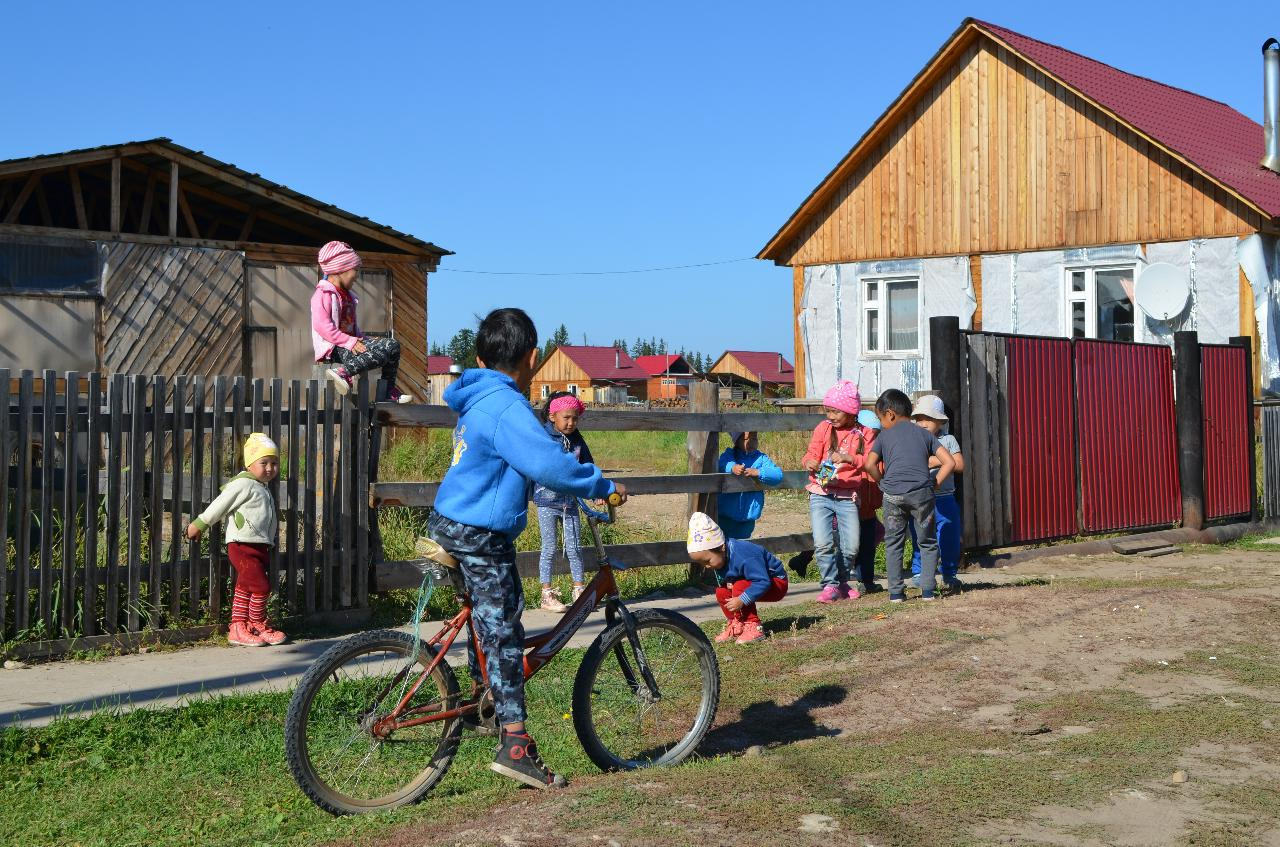
Dapparai

Font: Servei d'Estadística de l'Estat Federal de Rússia
|      | Població Mitjana (x 1000) | Naixements | Defuncions | Canvi natural | Taxa bruta de natalitat (per 1000) | Taxa bruta de mortalitat (per 1000) | Canvi natural (per 1000) | Taxa de fertilitat |
| ---- | ------------------------- | ---------- | ---------- | ------------- | ---------------------------------- | ----------------------------------- | ------------------------ | ------------------ |
| 1970 | 674                       | 13,899     | 5,700      | 8,199         | 20.6                               | 8.5                                 | 12.2                     |                    |
| 1975 | 775                       | 15,636     | 6,242      | 9,394         | 20.2                               | 8.1                                 | 12.1                     |                    |
| 1980 | 887                       | 18,132     | 7,501      | 10,631        | 20.4                               | 8.5                                 | 12.0                     |                    |
| 1985 | 1,002                     | 22,823     | 7,266      | 15,557        | 22.8                               | 7.3                                 | 15.5                     |                    |
| 1990 | 1,115                     | 21,662     | 7,470      | 14,192        | 19.4                               | 6.7                                 | 12.7                     | 2.46               |
| 1991 | 1,110                     | 19,805     | 7,565      | 12,240        | 17.8                               | 6.8                                 | 11.0                     | 2.32               |
| 1992 | 1,090                     | 17,796     | 8,710      | 9,086         | 16.3                               | 8.0                                 | 8.3                      | 2.17               |
| 1993 | 1,072                     | 16,771     | 9,419      | 7,352         | 15.6                               | 8.8                                 | 6.9                      | 2.08               |
| 1994 | 1,051                     | 16,434     | 10,371     | 6,063         | 15.6                               | 9.9                                 | 5.8                      | 2.07               |
| 1995 | 1,029                     | 15,731     | 10,079     | 5,652         | 15.3                               | 9.8                                 | 5.5                      | 2.01               |
| 1996 | 1,015                     | 14,584     | 9,638      | 4,946         | 14.4                               | 9.5                                 | 4.9                      | 1.88               |
| 1997 | 1,003                     | 13,909     | 9,094      | 4,815         | 13.9                               | 9.1                                 | 4.8                      | 1.81               |
| 1998 | 986                       | 13,640     | 8,856      | 4,784         | 13.8                               | 9.0                                 | 4.9                      | 1.80               |
| 1999 | 970                       | 12,724     | 9,480      | 3,244         | 13.1                               | 9.8                                 | 3.3                      | 1.71               |
| 2000 | 960                       | 13,147     | 9,325      | 3,822         | 13.7                               | 9.7                                 | 4.0                      | 1.77               |
| 2001 | 954                       | 13,262     | 9,738      | 3,524         | 13.9                               | 10.2                                | 3.7                      | 1.78               |
| 2002 | 950                       | 13,887     | 9,700      | 4,187         | 14.6                               | 10.2                                | 4.4                      | 1.85               |
| 2003 | 949                       | 14,224     | 9,660      | 4,564         | 15.0                               | 10.2                                | 4.8                      | 1.86               |
| 2004 | 950                       | 14,716     | 9,692      | 5,024         | 15.5                               | 10.2                                | 5.3                      | 1.91               |
| 2005 | 950                       | 13,591     | 9,696      | 3,895         | 14.3                               | 10.2                                | 4.1                      | 1.74               |
| 2006 | 950                       | 13,713     | 9,245      | 4,468         | 14.4                               | 9.7                                 | 4.7                      | 1.73               |
| 2007 | 951                       | 15,268     | 9,179      | 6,089         | 16.1                               | 9.7                                 | 6.4                      | 1.92               |
| 2008 | 953                       | 15,363     | 9,579      | 5,784         | 16.1                               | 10.1                                | 6.1                      | 1.92               |
| 2009 | 955                       | 15,970     | 9,353      | 6,617         | 16.7                               | 9.8                                 | 6.9                      | 2.00               |
| 2010 | 958                       | 16,109     | 9,402      | 6,707         | 16.8                               | 9.8                                 | 7.0                      | 2.02               |
| 2011 | 957                       | 16,402     | 8,992      | 7,410         | 17.1                               | 9.4                                 | 7.7                      | 2.06               |
| 2012 | 956                       | 16,998     | 8,918      | 8,080         | 17.8                               | 9.3                                 | 8.5                      | 2.17               |
| 2013 | 955                       | 16,704     | 8,351      | 8,353         | 17.5                               | 8.7                                 | 8.8                      | 2.17               |
| 2014 | 956                       | 17,010     | 8,209      | 8,801         | 17.8                               | 8.6                                 | 9.2                      | 2.25               |
| 2015 | 958                       | 16,459     | 8,233      | 8,226         | 17.1                               | 8.6                                 | 8.5                      | 2.19               |
| 2016 | 961                       | 15,424     | 8,052      | 7,372         | 16.0                               | 8.4                                 | 7.6                      | 2.09               |
| 2017 | 963                       | 13,954     | 7,817      | 6,137         | 14.5                               | 8.1                                 | 6.4                      | 1.93               |
| 2018 | 964                       | 13,234     | 7,572      | 5,662         | 13.7                               | 7.8                                 | 5.9                      | 1.85               |
| 2019 | 967                       | 12,819     | 7,611      | 5,208         | 13.2                               | 7.8                                 | 5.4                      | 1.82               |
| 2020 | 972                       | 13,097     | 9,081      | 4,016         | 13.4                               | 9.3                                 | 4.1                      | 1.86               |
| 2021 |                           | 12,309     | 10,600     | 1,709         | 12.5                               | 10.8                                | 1.7                      | 1.73               |
| 2022 |                           | 11,824     | 8,319      | 3,505         | 11.9                               | 8.4                                 | 3.5                      | 1.62               |

### Grups ètnics

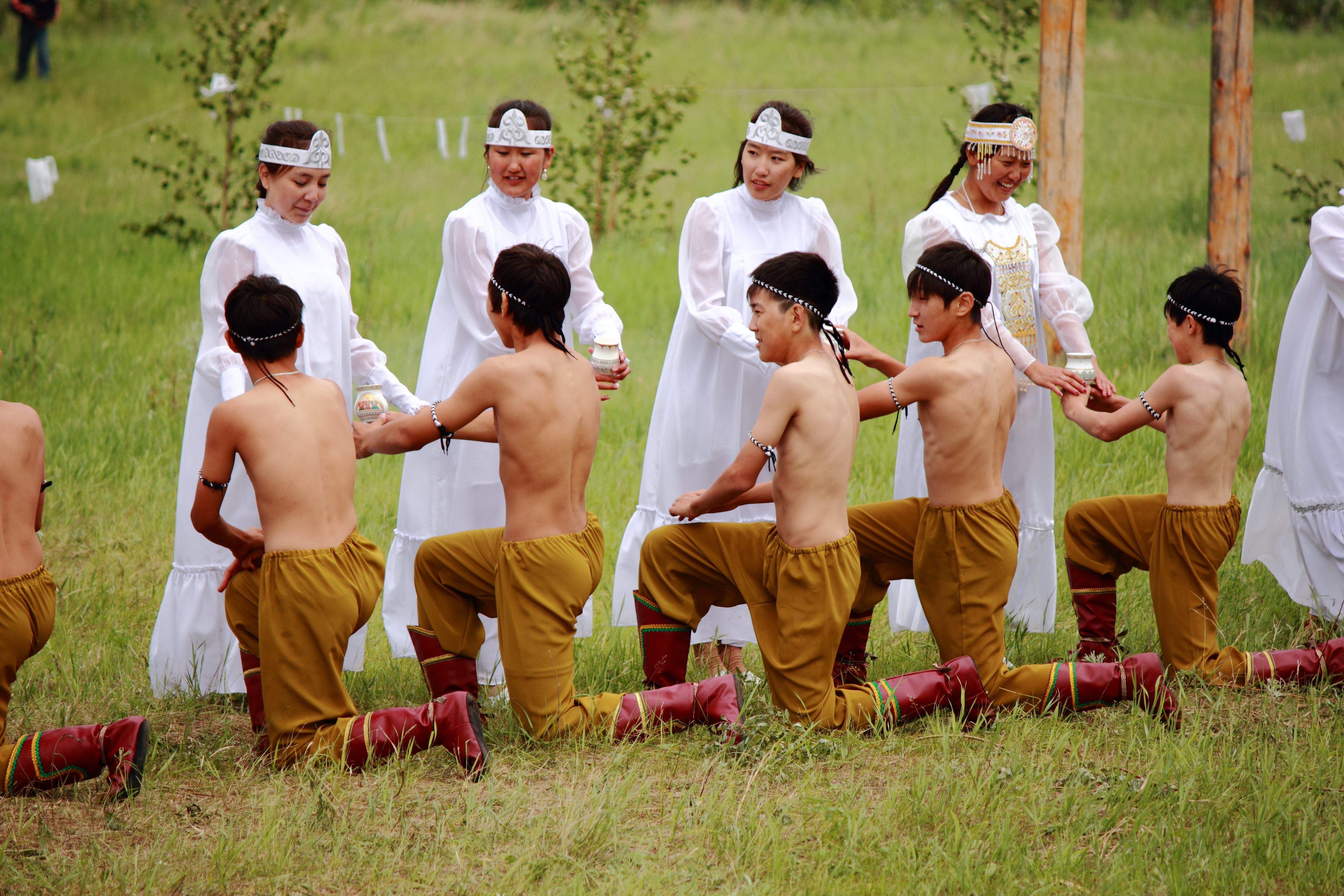
Iacuts celebrant el Ihiakh. Els iacuts formen la comunitat indígena més oriental dels pobles turquesos.

Segons el cens de 2021, la composició ètnica era:
- 469.348 Iacuts (55,3%)
- 276.986 Russos (32,6%)
- 24.334 Evenkis (2,9%)
- 13.233 Evens (1,6%)
- 11.203 Kirguisos (1,3%)
- 7.169 Ucraïnesos (0,8%)
- 6.572 Buriats (0,8%)
- 5.620 Tadjiks (0,7%)

Les xifres històriques de població es mostren a continuació:
| Grups Ètnics | Cens de 1926 | Cens de 1926 | Cens de 1939 | Cens de 1939 | Cens de 1959 | Cens de 1959 | Cens de 1970 | Cens de 1970 | Cens de 1979 | Cens de 1979 | Cens de 1989 | Cens de 1989 | Cens de 2002 | Cens de 2002 | Cens de 2010 | Cens de 2010 | Cens de 20211 | Cens de 20211 |
| Grups Ètnics | Nombre       | %            | Nombre       | %            | Nombre       | %            | Nombre       | %            | Nombre       | %            | Nombre       | %            | Nombre       | %            | Nombre       | %            | Nombre        | %             |
| --- | ------------ | ------------ | ------------ | ------------ | ------------ | ------------ | ------------ | ------------ | ------------ | ------------ | ------------ | ------------ | ------------ | ------------ | ------------ | ------------ | ------------- | ------------- |
| Iacuts | 235,926      | 81.6%        | 233,273      | 56.5%        | 226,053      | 46.4%        | 285,749      | 43.0%        | 313,917      | 36.9%        | 365,236      | 33.4%        | 432,290      | 45.5%        | 466,492      | 49.9%        | 469,348       | 55.3%         |
| Dolgans | 0            | 0.0%         | 233,273      | 56.5%        | 226,053      | 46.4%        | 10           | 0.0%         | 64           | 0.0%         | 408          | 0.0%         | 1,272        | 0.1%         | 1,906        | 0.2%         | 2,147         | 0.3%          |
| Evenkis | 13,502       | 4.7%         | 10,432       | 2.5%         | 9,505        | 2.0%         | 9,097        | 1.4%         | 11,584       | 1.4%         | 14,428       | 1.3%         | 18,232       | 1.9%         | 21,008       | 2.2%         | 24,334        | 2.9%          |
| Evens | 738          | 0.3%         | 3,133        | 0.8%         | 3,537        | 0.7%         | 6,471        | 1.0%         | 5,763        | 0.7%         | 8,668        | 0.8%         | 11,657       | 1.2%         | 15,071       | 1.6%         | 13,233        | 1.6%          |
| Iukaguirs | 396          | 0.1%         | 267          | 0.1%         | 285          | 0.1%         | 400          | 0.1%         | 526          | 0.1%         | 697          | 0.1%         | 1,097        | 0.1%         | 1,281        | 0.1%         | 1,510         | 0.2%          |
| Txuktxis | 1,298        | 0.4%         | 400          | 0.1%         | 325          | 0.1%         | 387          | 0.1%         | 377          | 0.0%         | 473          | 0.0%         | 602          | 0.1%         | 670          | 0.1%         | 709           | 0.1%          |
| Russos | 30,156       | 10.4%        | 146,741      | 35.5%        | 215,328      | 44.2%        | 314,308      | 47.3%        | 429,588      | 50.4%        | 550,263      | 50.3%        | 390,671      | 41.2%        | 353,649      | 37.8%        | 276,986       | 32.6%         |
| Ucraïnesos | 138          | 0.0%         | 4,229        | 1.0%         | 12,182       | 2.5%         | 20,253       | 3.0%         | 46,326       | 5.4%         | 77,114       | 7.0%         | 34,633       | 3.6%         | 20,341       | 2.2%         | 7,169         | 0.8%          |
| Tàtars | 1,671        | 0.6%         | 4,420        | 1.1%         | 5,172        | 1.1%         | 7,678        | 1.2%         | 10.976       | 1.3%         | 17,478       | 1.6%         | 10,768       | 1.1%         | 8,122        | 0.9%         | 4,262         | 0.5%          |
| Altres | 5,260        | 1.8%         | 10,303       | 2.5%         | 14,956       | 3.1%         | 19,770       | 3.0%         | 32,719       | 3.8%         | 59,300       | 5.4%         | 48,058       | 5.1%         | 46,124       | 4.9%         | 49,070        | 5.8%          |
| 1 146.918 persones estaven registrades a partir de bases de dades administratives, i no podien declarar una ètnia. S'estima que la proporció d'ètnies en aquest grup és la mateixa que la del grup declarat. |              |              |              |              |              |              |              |              |              |              |              |              |              |              |              |              |               |               |

### Idiomes
Les llengües oficials són tant el rus com el iacut, també conegut com sakhà, que és parlat per aproximadament la meitat de la població de la república. Al cens del 2021, el 95% dels iacuts, el 72% dels evenkis i el 60% dels evens van declarar el sakhà com la seva llengua materna. La llengua sakhà és membre de la família de llengües turqueses, pertanyent a la branca siberiana. Està estretament relacionada amb la llengua dolgana de l'antic districte autònom Dolgano-nenets de Taimíria.
La República de Sakhà també és la llar de molts dels parlants de les Llengües manxú-tungús del món, principalment l'evenki i l'even. A més, al nord-est s'hi parla el txuktxi i dialectes de les llengües iukaguirs.
| Ètnia   | Llengua materna | Llengua materna | Llengua materna |
| Ètnia   | Rus             | Sakha           | Altres          |
| ------- | --------------- | --------------- | --------------- |
| Russos  | 99,4%           | 0,4%            | 0,2%            |
| Iacuts  | 5,0%            | 95,0%           | 0,0%            |
| Evenkis | 12,3%           | 72,4%           | 15,3%           |
| Evens   | 10,7%           | 60,2%           | 29,1%           |

### Religió

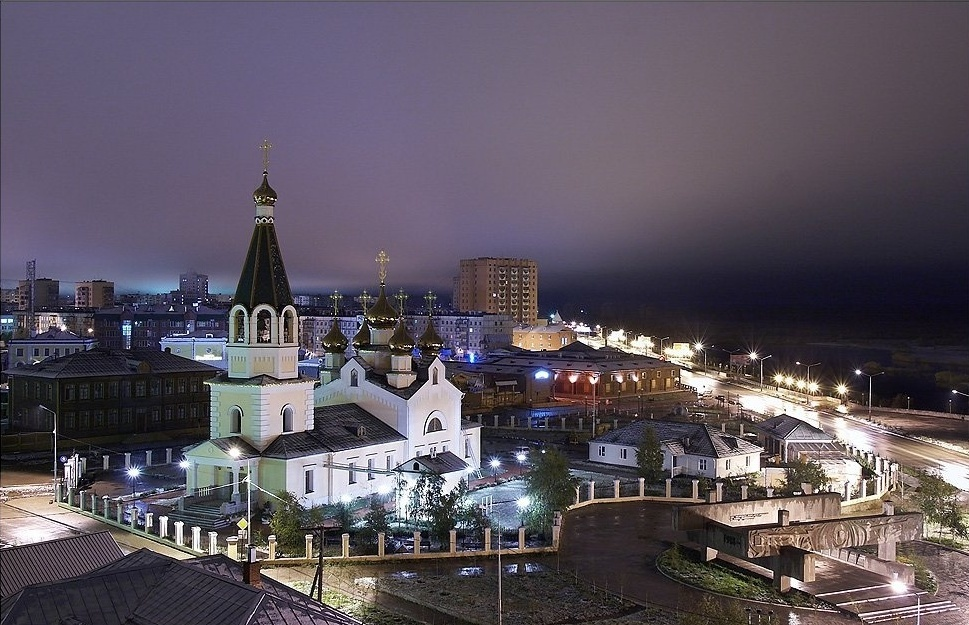
Catedral de la Transfiguració de Jesucrist a Yakutsk

Abans de l'arribada de l'Imperi Rus, la majoria de la població local era tengrianista, semblant a la resta de pobles turcs de l'Àsia central, o en xamanisme indígena paleo-asiàtic amb tant "llum" (dirigent a la comunitat) com "foscor" (curació a través del viatge espiritual). Sota els russos, la població local es va convertir a l'Església Ortodoxa Russa i es va obligar a batejar amb noms cristians ortodoxos, però a la pràctica generalment van continuar seguint les religions tradicionals. Durant l'era soviètica, la majoria o tots els xamans van morir sense successors. A la dècada de 1990, el controvertit periodista Ivan Ukhkhan i un filòleg que es deia Téris va fundar un moviment xamanista neopagà anomenat aiyy yeurekhé. Aquest grup i altres van cooperar per construir un temple xamànic al centre de Iakutsk el 2002.
Actualment, mentre que el cristianisme ortodox manté un seguiment (no obstant això, amb molt pocs sacerdots disposats a estar estacionats fora de Iakutsk), hi ha interès i activitat per renovar les religions tradicionals. A partir de 2008, els líders ortodoxos van descriure la visió del món de la població indígena de la república (o, més aviat, la de la població que no és completament indiferent a la religió) com a dvoieverie (sistema de creences duals), o una "tendència al sincretisme", com ho demostren els locals, que de vegades convidaven primer un xaman, i després un sacerdot ortodox per dur a terme els seus ritus en relació amb algun esdeveniment de la seva vida.
Segons el Centre d'Informació subjecte al president de la República de Sakhà (Информационный центр при Президенте РС(Я)), la demografia religiosa de la república era la següent: Ortodòxia: 44,9%, Xamanisme: 2%, Ateisme 26,3%, Nous moviments religiosos: 2,4%, Islam: 1,2%, Budisme: 1,0%, Protestantisme: 0,9% i Catolicisme: 0,4%.

## Política

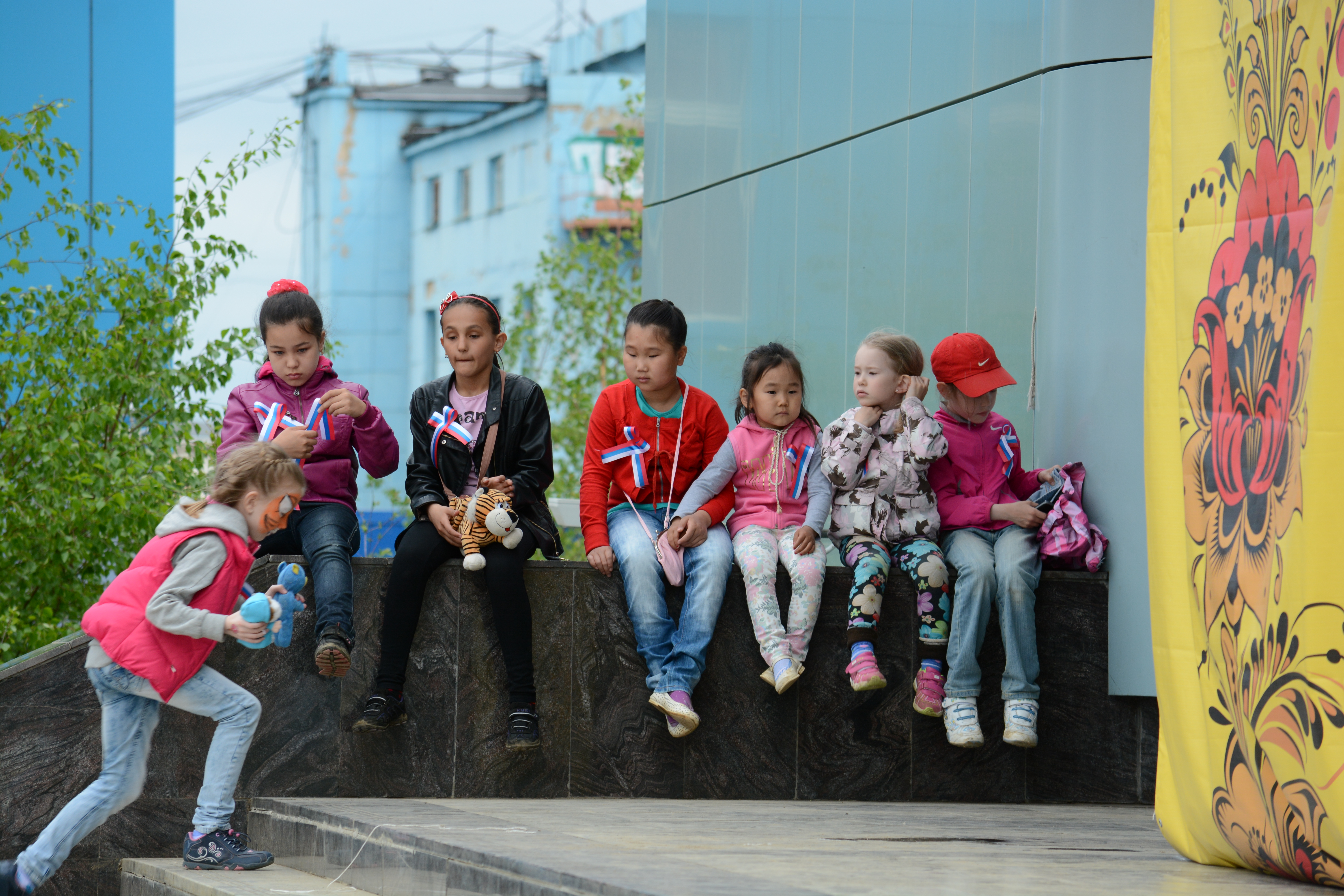
Celebracions del Dia de Rússia a Mirni, 12 de juny de 2014.

El cap de govern a Sakhà és el Cap (anteriorment anomenat president). El primer Cap de la República de Sakhà va ser Mikhail Iefimovich Nikolaiev. A partir de 2021, el Cap és Aisen Nikolàiev, que va prendre possessió el 28 de maig de 2018.
El cos legislatiu suprem de l'autoritat estatal a Sakhà és una Assemblea estatal unicameral coneguda com Il Tumen. El govern de la República de Sakhà (Iacútia) és l'òrgan executiu de l'autoritat estatal.
La república fomenta relacions culturals, polítiques, econòmiques i industrials estretes amb els estats túrquics independents mitjançant la pertinença a organitzacions com l'Organització dels Estats Turcs i l'Organització Internacional de la Cultura Turca.
Existeix un moviment independentista iacut a Sakhà, que busca la creació d'un estat Sakhà independent. La causa principal del separatisme iacut és la percepció d'explotació econòmica per part del govern federal. Alguns periodistes i polítics han suggerit que Turquia recolza el separatisme de Sakhà econòmicament i políticament.
El moviment més important és el Moviment de la Iacútia Lliure, que està representat al Fòrum de les Nacions Lliures de Post-Rússia.

## Economia

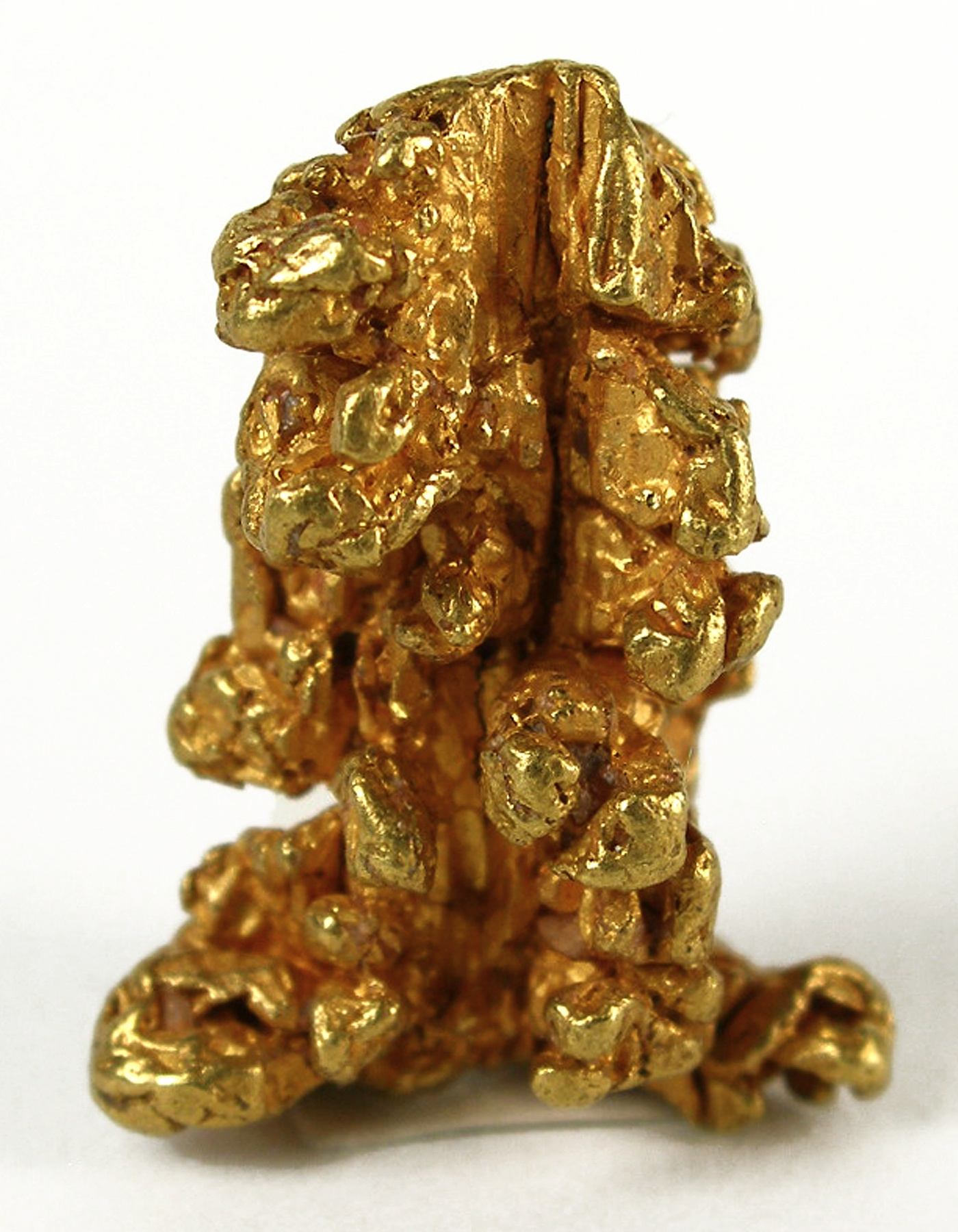
Espècimen d'or inusual del districte de Bulun, conca del riu Lena. El pes és d'uns 6 grams.

La indústria genera una mica per sobre del 50% del producte nacional brut de Sakhà, derivat principalment de l'explotació mineral. Les empreses industrials es concentren a la capital Iakutsk, així com a Aldan, Mirni, Nériungri, Pokrovsk i Udatxni. Les indústries mineres de diamants, or i estany són el principal focus de l'economia. El poble sakhà de parla turca es dedica a la política, el govern, les finances, l'economia i la ramaderia (cavalls i vaques per a la llet i la carn). Els pobles indígenes paleoàsics són caçadors, pescadors i pastors de rens. A partir de 2008, la República de Sakha és el 19è subjecte federal més desenvolupat de Rússia.

### Transport
El transport per aigua ocupa el primer lloc per a la facturació de càrrega. Hi ha sis ports fluvials, dos ports marítims (Tiksi i Zelioni Mis). Quatre companyies navilieres, inclosa l'Arctic Sea Shipping Company, operen a la república. La via fluvial principal de la república és el riu Lena, que uneix Iakutsk amb l'estació de ferrocarril d'Ust-Kut a l'óblast d'Irkutsk.

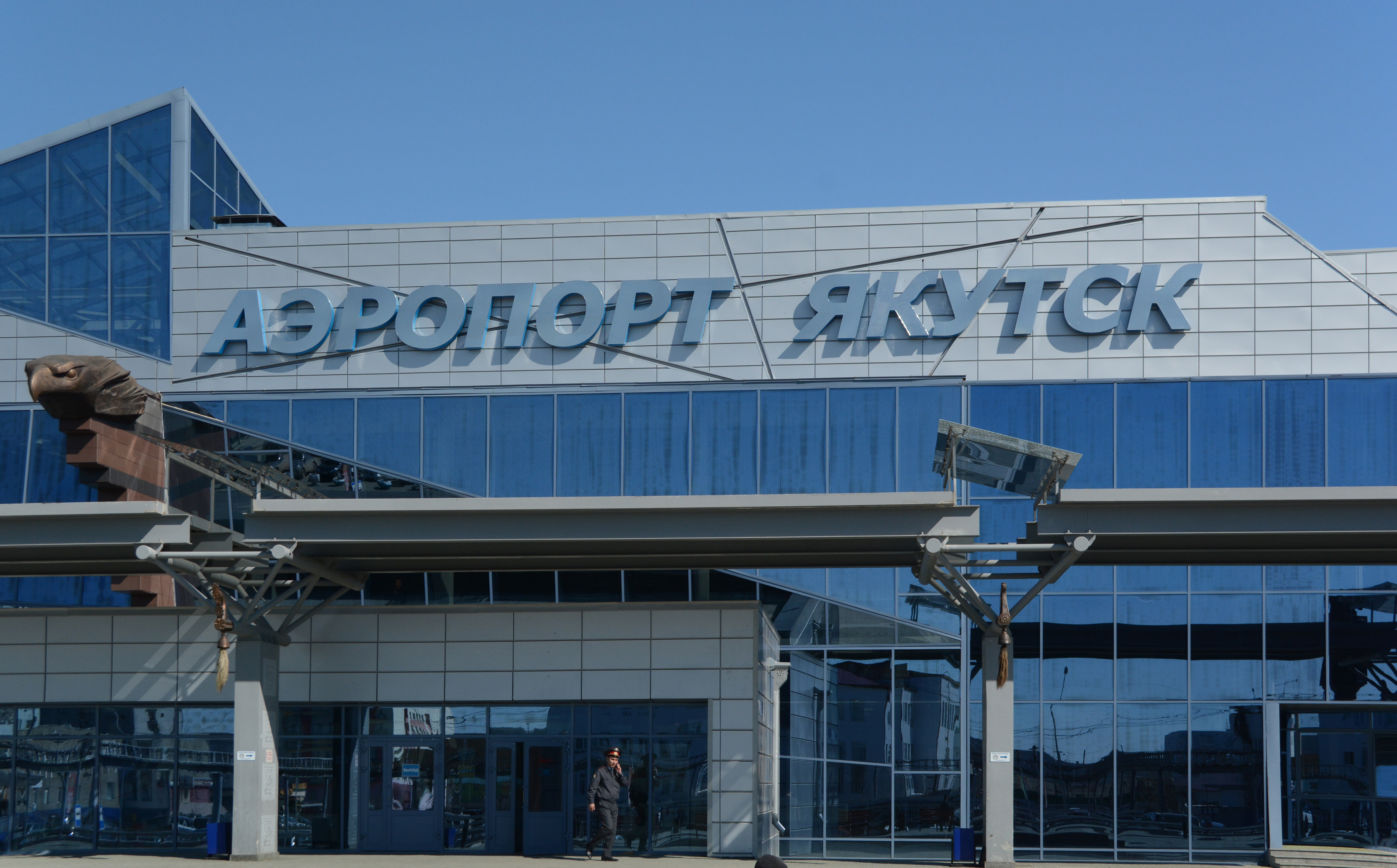
Aeroport de Iakutsk, principal centre de trànsit aeri de la república.

El transport aeri és el més important per al transport de persones. Les aerolínies connecten la república amb la majoria de regions de Rússia. L'aeroport de Iakutsk té una terminal internacional.
Dues carreteres federals passen per la república. Són Iakutsk–Skovorodinó (autopista A360 Lena) i Iakutsk– Magadan (autopista M56 Kolimà). Tanmateix, a causa de la presència de permagel, l'ús de l'asfalt no és pràctic i, per tant, les carreteres són d'argila. Quan cauen fortes pluges sobre la regió, les carreteres sovint es converteixen en fang, de vegades encallant centenars de viatgers en el procés.
El ferrocarril Berkakit-Tommot està actualment en funcionament. Uneix la línia Baikal-Amur amb els centres industrials del sud de Sakhà. La construcció del Ferrocarril Amur-Iakutsk continua cap al nord; el ferrocarril està complet fins a Nijni Bestiakh, a través del riu des de Iakutsk, el 2013. Tot i que aquest ferrocarril d'una via de Tommot a Nijni Bestiakh està en funcionament temporal (al 30% de la seva capacitat total), l'agència federal de ferrocarrils va declarar que aquest ferrocarril estaria en ple funcionament aviat.

## Mitjans de comunicació
NVK Sakha (empresa nacional de radiodifusió Sakhà; rus: Национальная вещательная компания Саха; iacut: "Саха" көрдөрөр иһититинтэрэ иһитинтэрэ), és la companyia més gran de Sakhà. L'empresa posseeix desenes de canals de televisió a Iacútia, Rússia i altres països. Els principals idiomes de difusió són el iacut, l'anglès, el rus i l'evenki. Va ser fundada l'any 1992 després del col·lapse de l'URSS. El 70% de les accions són propietat de la VGTRK russa, el 25% són propietat de Iacútia i el 5% estan en flotació. NVK Sakha té els seus propis estudis d'animació i producció cinematogràfica, i alguns estudis de música. Des del 2018, també s'està reproduint les 24 hores del dia a YouTube.

## Cultura

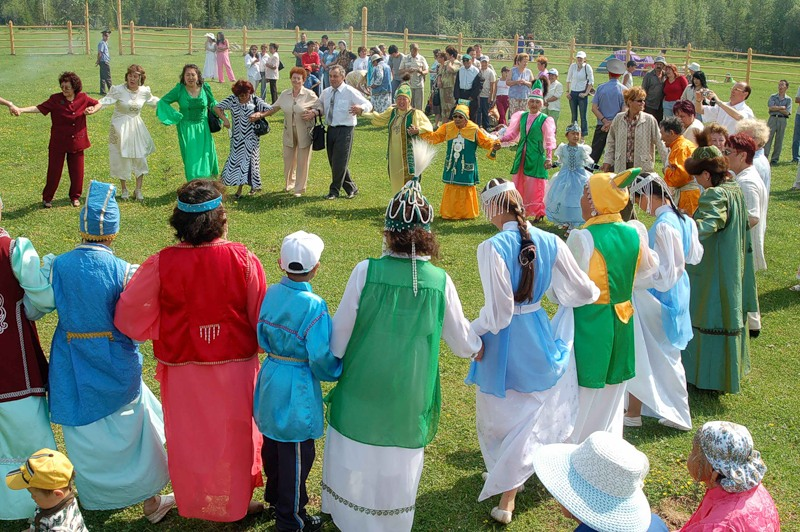
Ball sakha amb indumentària tradicional

Els punts d'interès a la ciutat de Iakutsk inclouen:
- El teatre estatal de teatre rus que porta el nom d'Aleksandr Puixkin
- El Teatre Sakha que porta el nom de Bylatyan Oyuunuskay
- El Teatre Acadèmic Estatal d'Òpera i Ballet que porta el nom de DK Sivtsev

També hi ha diversos museus. Aquests inclouen el Museu Nacional de Belles Arts de Sakhà, el Museu d'Història i Història Locals que porta el nom d'E. Iaroslavski, el Museu Khomus i el Museu del Permafrost. El setembre de 2020 es va obrir el Centre Gagarin de Cultura i Art Contemporani al districte de Gagarin de Iakutsk.
A la dècada de 2010, va començar un boom cinematogràfic a Iakútia. La indústria cinematogràfica local va rebre l'etiqueta de "Sakhawood".

## Diades nacionals
- 27 d'Abril: Diada de la República
- 21 de Juny: Festival Ihiakh (també conegut com a Any Nou Sakha)